# Wallenhorst
Wallenhorst is een plaats in de Duitse deelstaat Nedersaksen, gelegen in het Landkreis Osnabrück. De gemeente telt 22.907 inwoners. Naburige steden zijn onder andere Bad Essen, Bad Iburg en Bad Laer.

## Indeling van de gemeente
De gemeente bestaat uit vier grote dorpen, die tussen Osnabrück aan de zuidkant en Bramsche aan de noordkant liggen.
Dit zijn van noordwest naar zuidoost: 
- Hollage, 9.487 inw. per 22/11/2017
- Wallenhorst, 4.887 inw., beide ten noorden van de A1 afrit Osnabrück Nord
- Lechtingen, 4.714 inw.
- Rulle, 4.648 inw. beide ten zuiden van de A1.

Totaal 23.736 inwoners (bron: Website gemeente Wallenhorst). Van de christenen onder hen is ca. 75% rooms-katholiek.
Het gemeentehuis staat in Wallenhorst.

## Ligging, verkeer, vervoer
Langs de westgrens van de gemeente stroomt het riviertje de Hase noordwaarts. De gemeente ligt in een bosrijk en heuvelachtig gebied, het Teutoburger Woud. Hier zijn mooie wandelingen en fietstochten mogelijk. De gemeente ontplooit ook initiatieven, om bij zowel inwoners als bezoekers het fietsen te stimuleren.
Parallel aan de oostkant van de Hase loopt het Stichkanal Osnabrück, dat van de binnenhaven van Osnabrück in het zuiden via twee sluizen, waarvan één in het gemeentegebied, noordwaarts loopt  en bij Bramsche in het Mittellandkanaal uitkomt. Aan dit kanaal ligt binnen de gemeentegrenzen een jachthaven.
Wallenhorst heeft geen spoorwegstation. Het dicht bij Hollage gelegen dorp Halen in de westelijke buurgemeente Lotte heeft dat wel. Het ligt aan de spoorlijn van Osnabrück naar Bremen. Er stoppen alleen stoptreinen. Er rijden frequent bussen van alle vier de Wallenhorster dorpen naar Osnabrück Hauptbahnhof v.v.
Per auto is de gemeente goed te bereiken over de A1 afrit 70  Bramsche/Osnabrück Nord, in het dorp Wallenhorst, van hier is het over de Bundesstraße 68 (vierbaans) negen km zuidwaarts naar het centrum van Osnabrück.
Aan de zuidoostgrens van Wallenhorst, op de grens met stadsdeel Pye (Osnabrück) verheft zich de 188 m hoge Piesberg. Deze wordt grotendeels ingenomen door een grote kalksteengroeve. Op de hellingen van deze heuvel is ook een arboretum ingericht.

## Economie
De gunstige ligging nabij de Autobahn heeft  ertoe geleid, dat zich op de diverse bedrijventerreinen in de gemeente  veel midden- en kleinbedrijf, waaronder vrij veel softwarebedrijfjes, hebben gevestigd. Ook de zandsteengroeve, waarvan een gedeelte in de gemeente is gelegen, biedt veel werkgelegenheid. Ten slotte wonen in de gemeente duizenden forensen, die werken of studeren in Osnabrück.

## Geschiedenis
Zoals blijkt uit de aanwezigheid van megalieten, te verbinden met de Trechterbekercultuur (ca. 3500-2800 v.C.), was het gebied van de gemeente Wallenhorst al in de Jonge Steentijd bewoond.
In Rulle ligt de Wittekindsburg, een ringwalvesting uit de vroege middeleeuwen. De Wittekindsburg ligt ongeveer een kilometer ten zuidoosten van de Helmichsteine. Dit bouwwerk stamt niet uit de tijd van de Saksenoorlogen. Archeologisch onderzoek heeft uitgewezen, dat de versterking pas in de 9e en 10e eeuw, dus één à twee eeuwen na de dood van Widukind in gebruik was.
De Oude St.Alexanderkerk, gewijd aan Alexander van Rome, in Wallenhorst zou in opdracht van Karel de Grote zijn gebouwd op het fundament van een heidens heiligdom. Vast staat, dat er in 851 al een kerkje op deze plaats stond. In het midden van de 19e eeuw werd deze te klein, en rondom de in 1891 in gebruik genomen nieuwe parochiekerk ontstonden daarna woonwijken (Neues Dorf). Deze Nieuwe Alexanderkerk staat naast de Anna-kapel (zie onder).
Op een locatie met de naam Bokholt nabij Wallenhorst werd in de 15e eeuw de Anna-kapel gebouwd. Op deze plek werden binnen het Prinsbisdom Osnabrück in de 15e en 16e eeuw in de open lucht vergaderingen tussen adel, geestelijkheid en burgerij gehouden, waarbij ook geschillen werden beslecht.
In de 16e eeuw begon men, op de Piesberg steenkool te winnen, aanvankelijk in dagbouw. De kwaliteit van de steenkool bleek zeer goed. Van de 18e eeuw tot 1898 werd de steenkool in ondergrondse mijnen gedolven. Verder werd er vanaf de  19e eeuw kalksteen uit een steengroeve in de Piesberg opgedolven. Verwacht wordt, dat tussen 2020 en 2040 de groeve uitgeput zal zijn. Dan blijven er grote gaten in het landschap van de Piesberg achter. De gemeenten Wallenhorst en Osnabrück, en de exploitanten van de groeve, hebben inmiddels een landschapsplan uitgewerkt. Daarin zijn afspraken voor o.a. natuurherstel en recreatie in dit gebied vastgelegd.
In Rulle bestond van 1247 tot 1803, toen alle kloosters in Duitsland gesloten werden, een nonnenklooster der cisterciënzer orde. In 1347 zou zich in de kloosterkerk een wonder van het Heilig Bloed hebben voorgedaan. Sindsdien was Rulle, vooral in de 16e en 17e eeuw, een tamelijk druk bezocht bedevaartoord. Ook tegenwoordig wordt Rulle hierom nog wel eens door pelgrims bezocht.  Van 1927-1930 werd de voormalige kloosterkerk zo ingrijpend verbouwd, dat in feite sprake was van nieuwbouw.

## Landmeetkunde
Aan de Neue Alexanderkirche te Wallenhorst is een ijkpunt voor de Duitse officiële geodesie (hoogte- en afstandsmeting) aangebracht. Dit meetpunt is vanwege de betrouwbaarheid  een van de twee belangrijkste in zijn soort in geheel Duitsland.

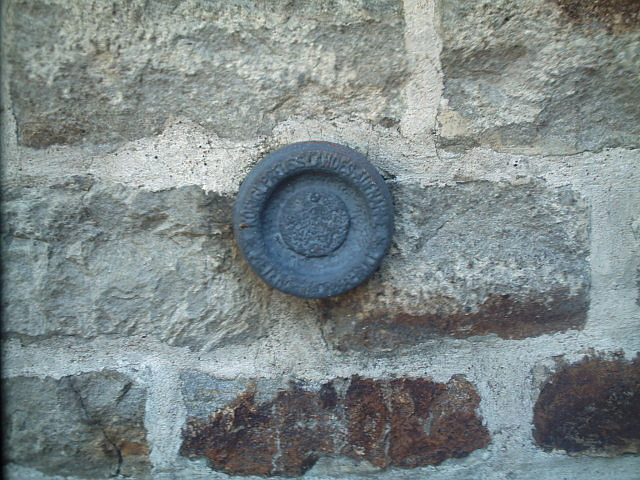
Zgn. geodetisch leveling- of nivellementspunt aan de gevel van de Nieuwe St. Alexanderkerk
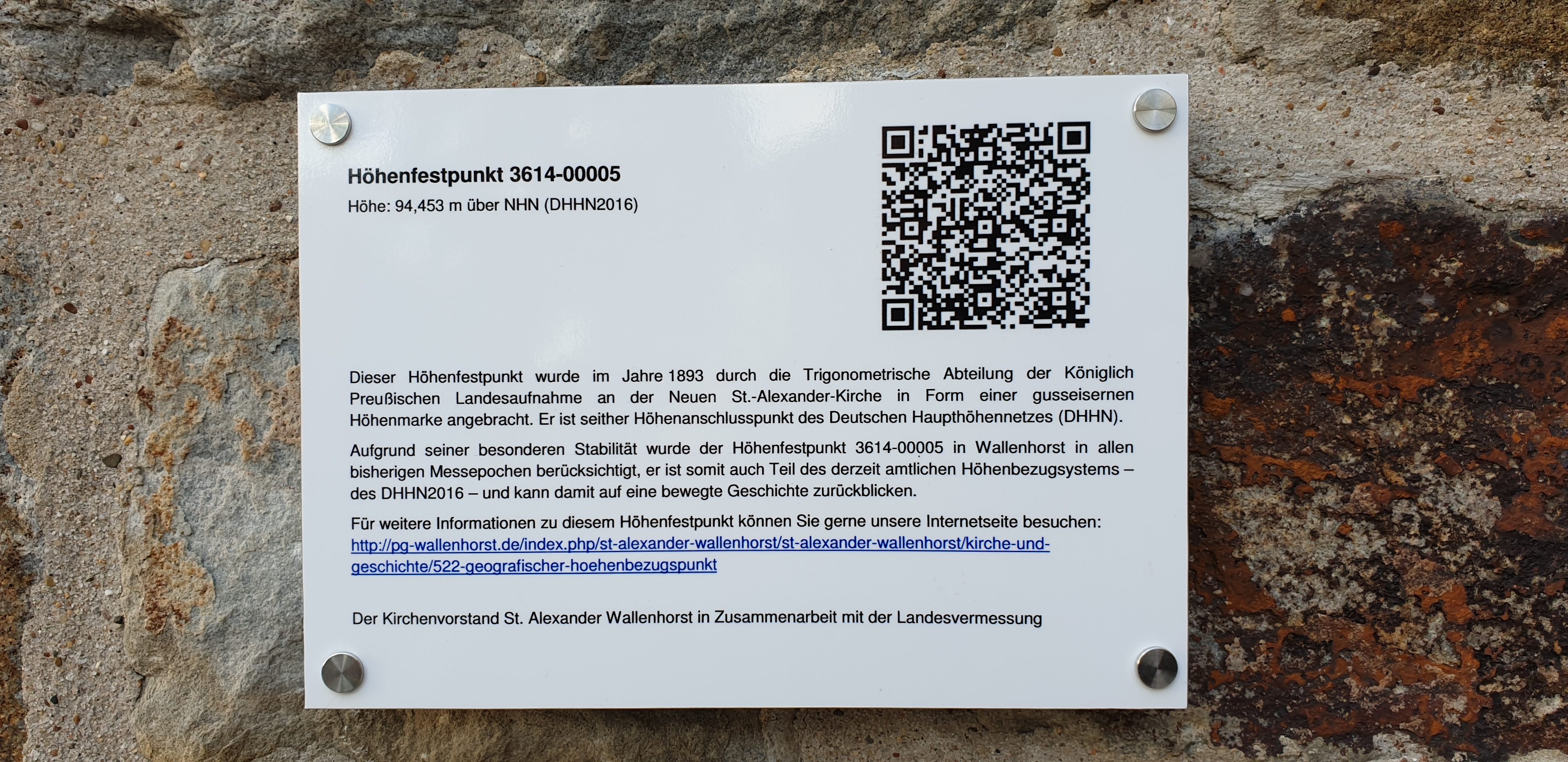
Informatiepaneel over het nivellementspunt

## Bezienswaardigheden
- De gemeente ligt in een bosrijk en heuvelachtig gebied, het Teutoburger Woud. Hier zijn mooie wandelingen en fietstochten mogelijk.
- De Oude St.Alexanderkerk in Wallenhorst is een zeer oud religieus monument. Het is doorgaans op zondagmiddagen te bezichtigen.
- In Ortsteil Rulle ligt de megaliet Helmichsteine, (Sprockhoff-Nr. 908),  onderdeel van de Straße der Megalithkultur.
- Het arboretum en het uitzichtplatform op de Piesberg
- Fraaie vakwerkboerderij Hollager Hof (1656; herbouwd met de originele balken in 1997), dorpshuis van Hollage
- Windmolen van Lechtingen (in 1987 gerestaureerd): hier vindt jaarlijks op Tweede Pinksterdag een groot dorpsfeest plaats
- Het schilderachtige dal van het beekje de Nette met de watermolen, die nog maalvaardig is

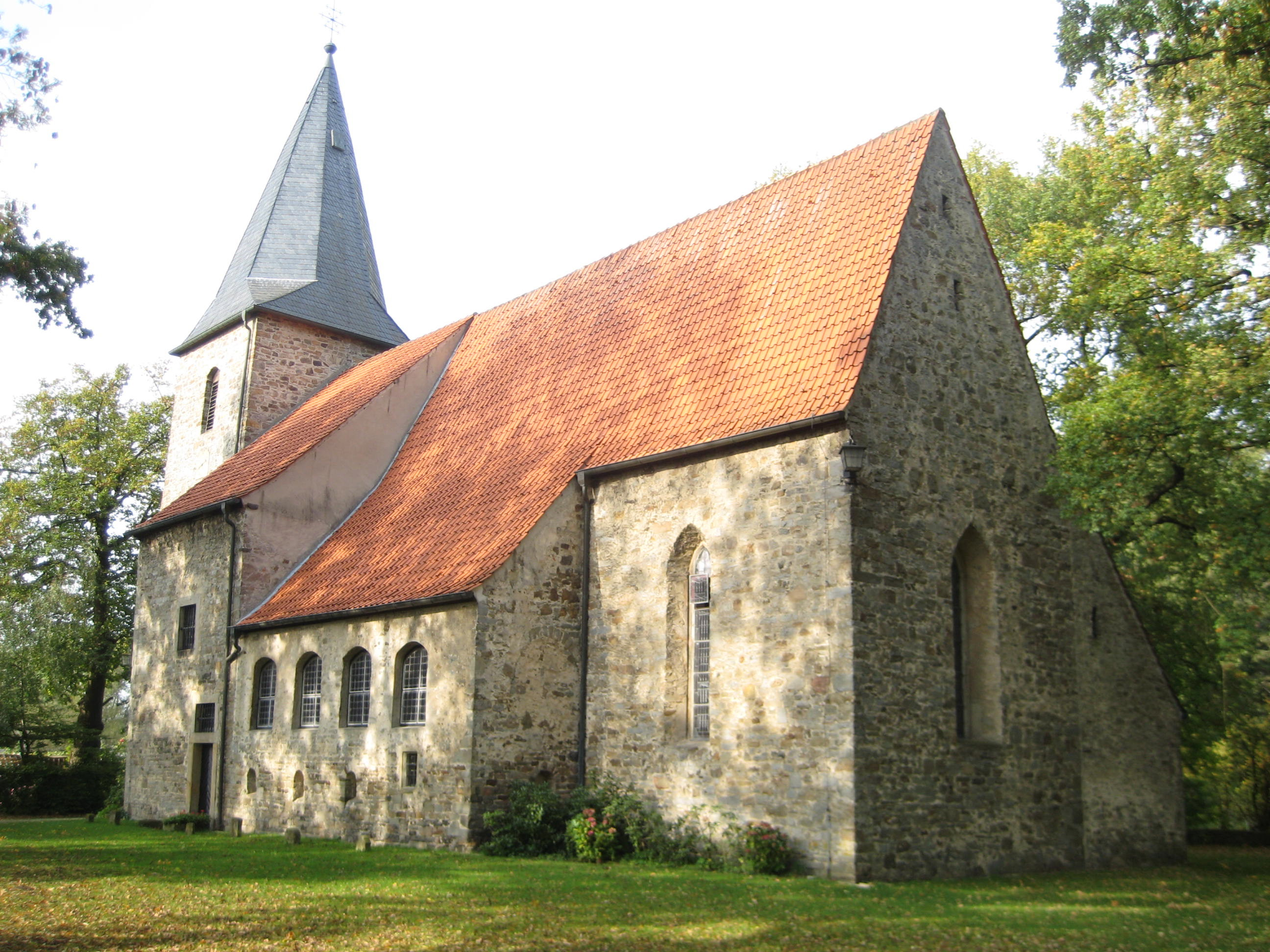
Oude St.Alexanderkerk (9e-17e eeuw)
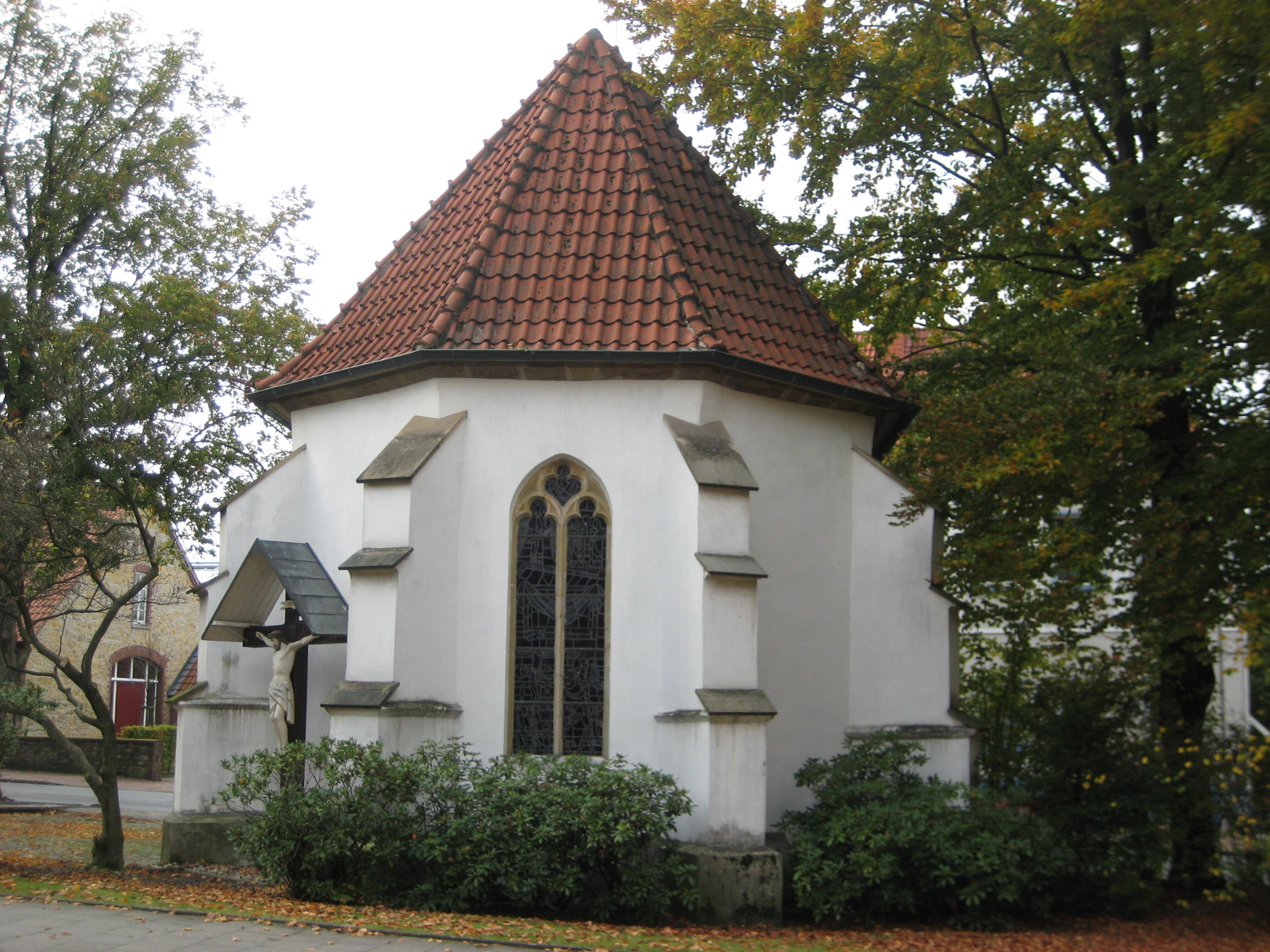
St. Annakapel  (gebouwd ca. 1435) bij de Nieuwe St. Alexanderkerk
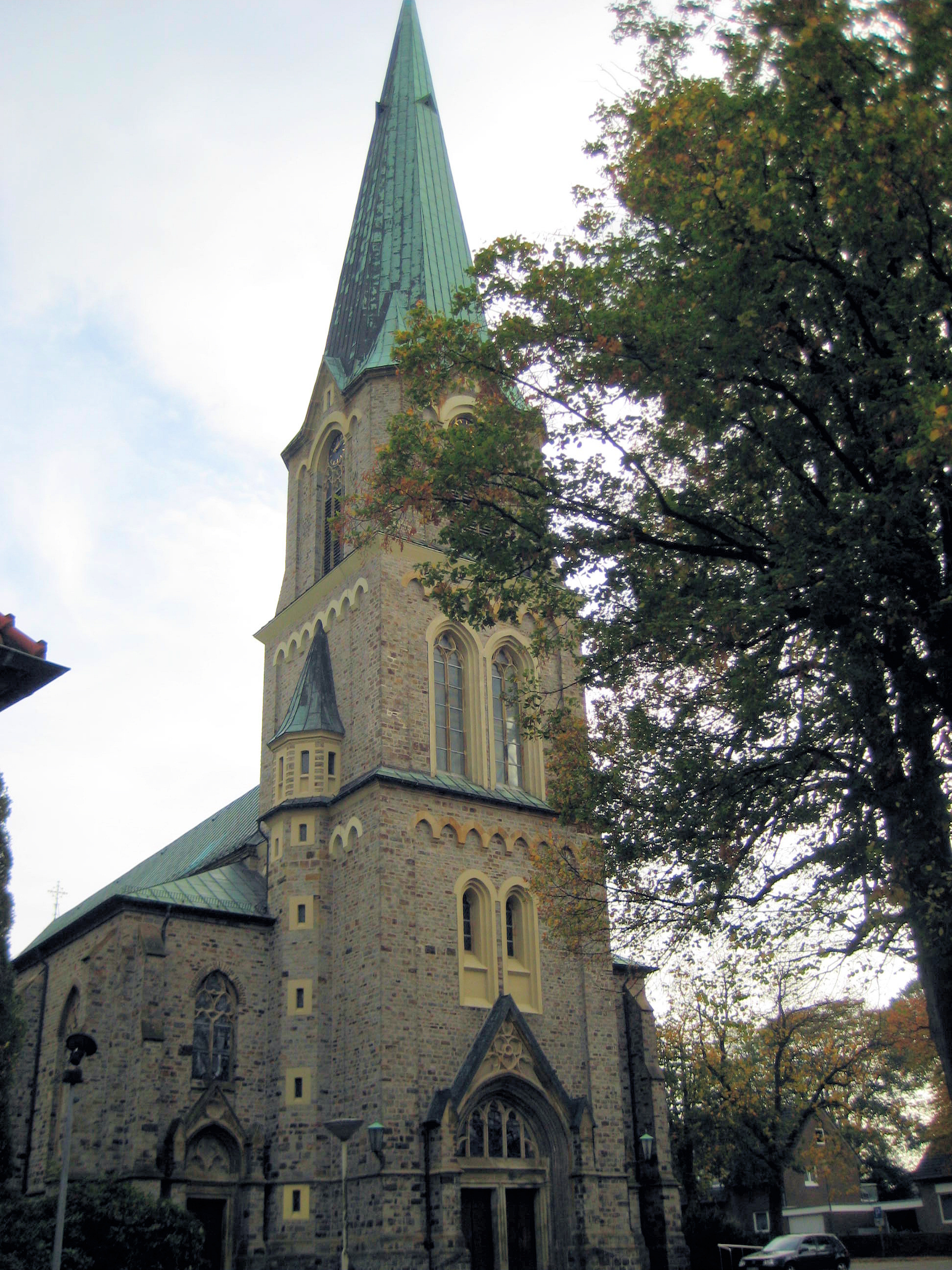
De neogotische Nieuwe St.-Alexanderkerk (ingewijd in 1891)
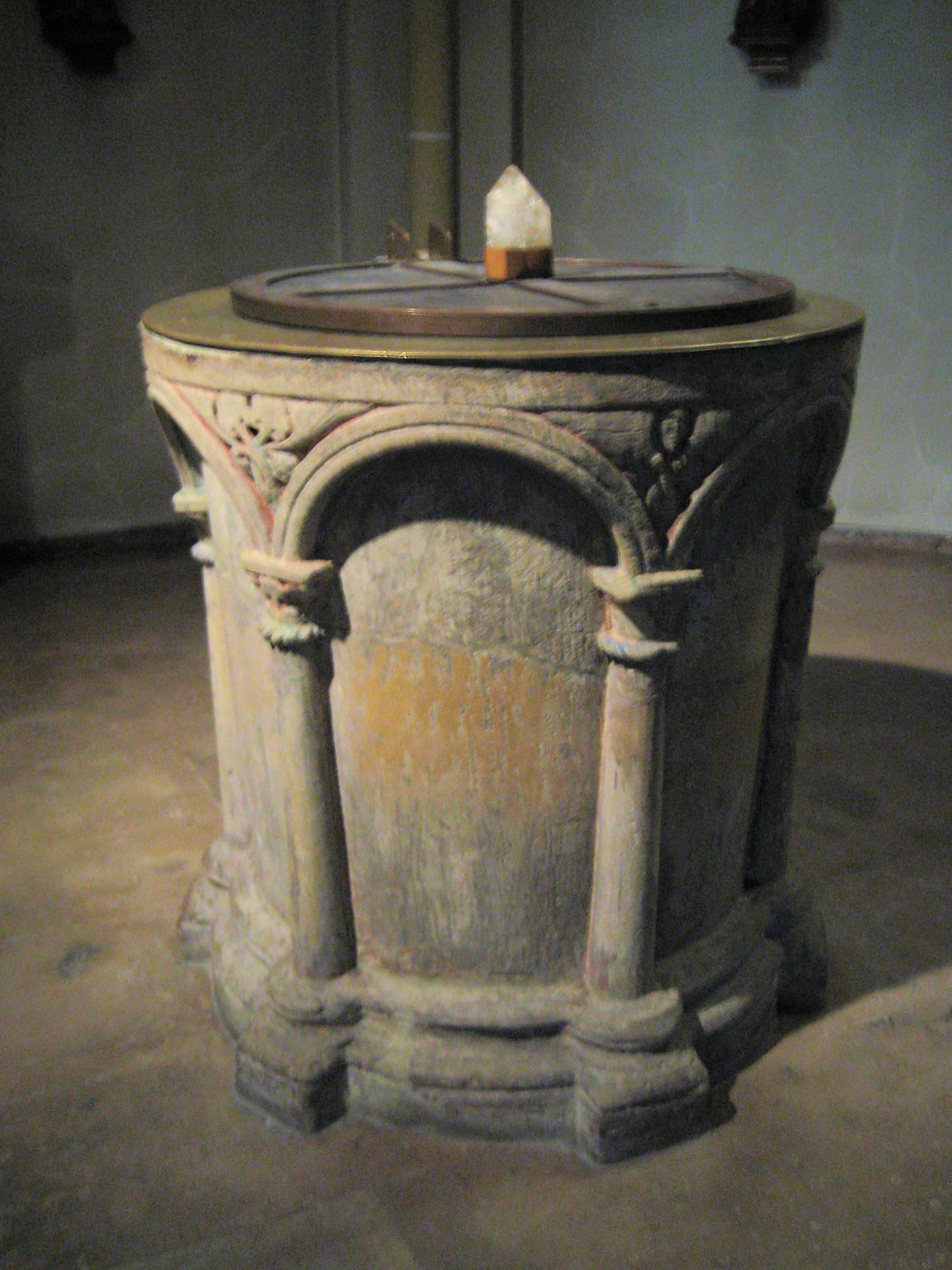
Romaans doopvont in de Nieuwe St.-Alexanderkerk
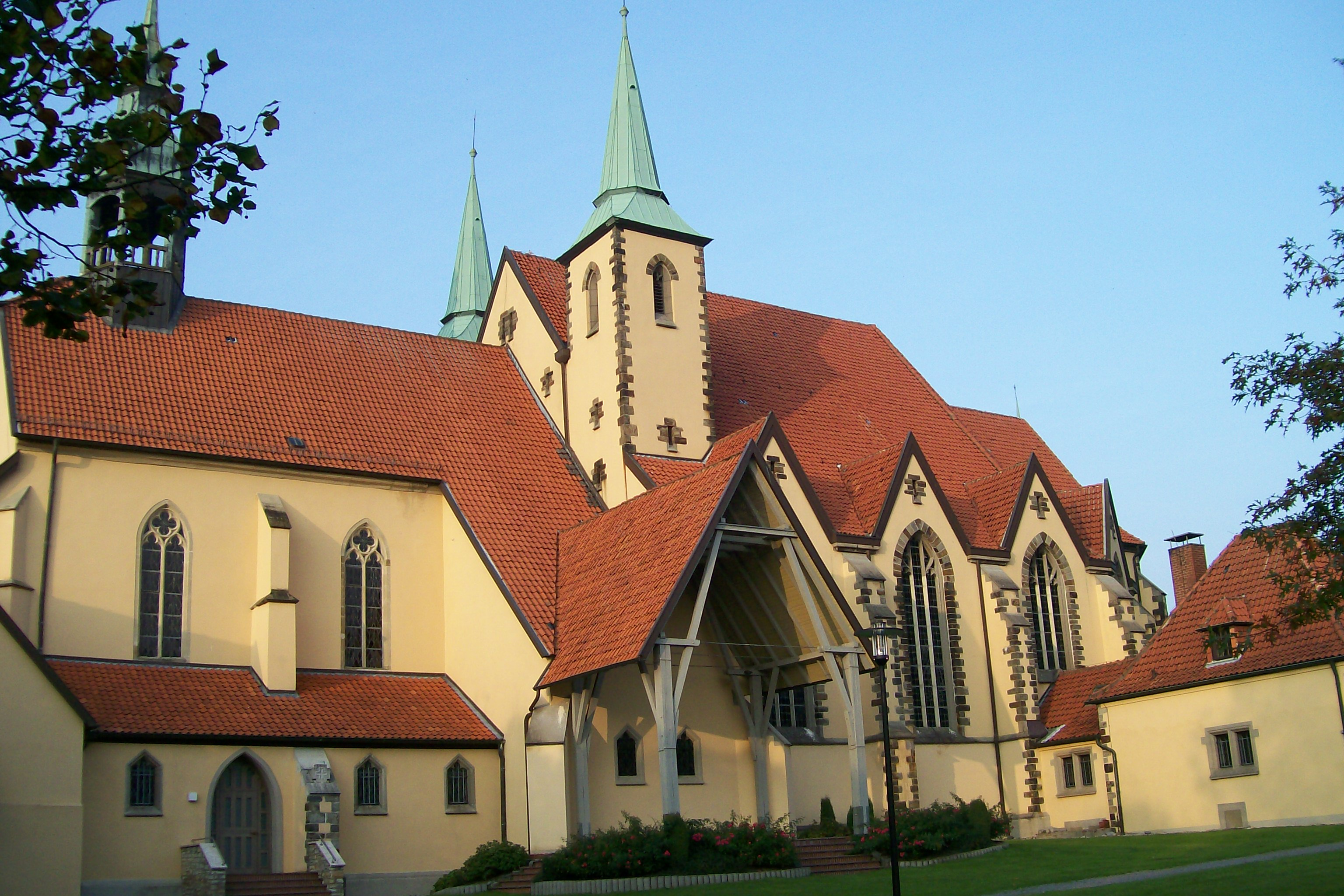
Voormalige kloosterkerk St. Johannes te Rulle (1927-1930)
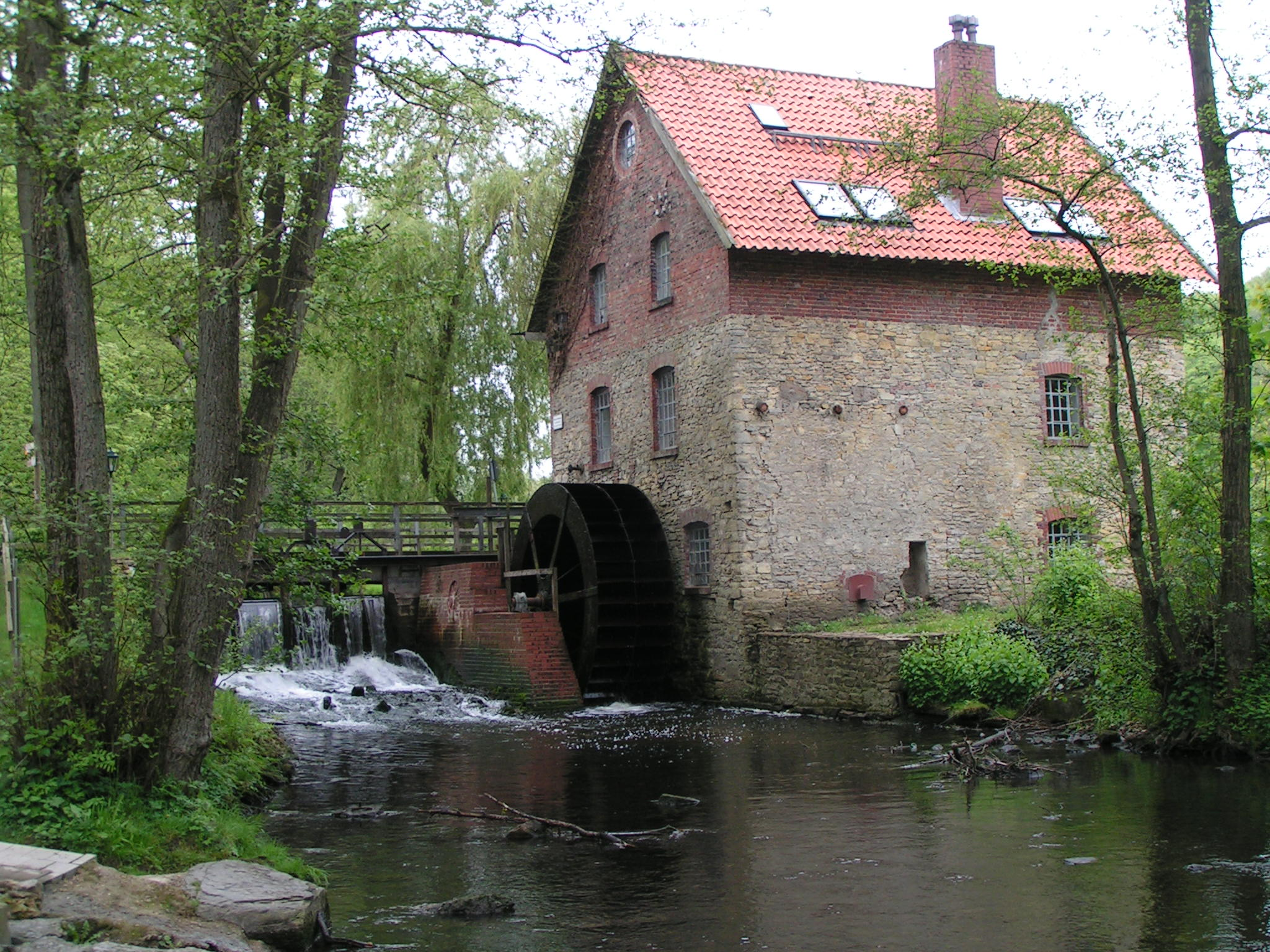
Watermolen op de beek Nette nabij Rulle (Knollmeyers Mühle)
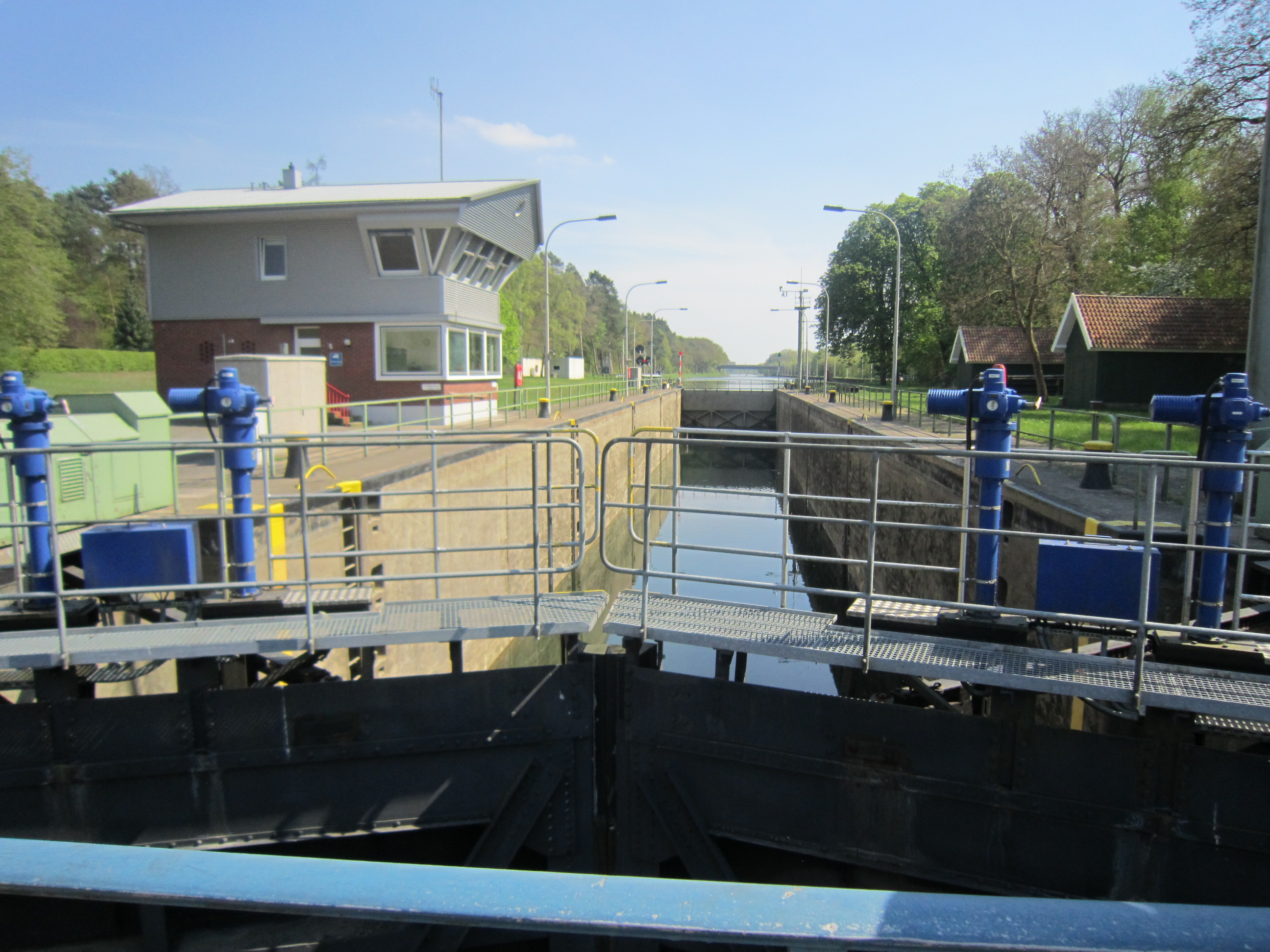
Sluis in het Stichkanal Osnabrück bij het dorp Hollage
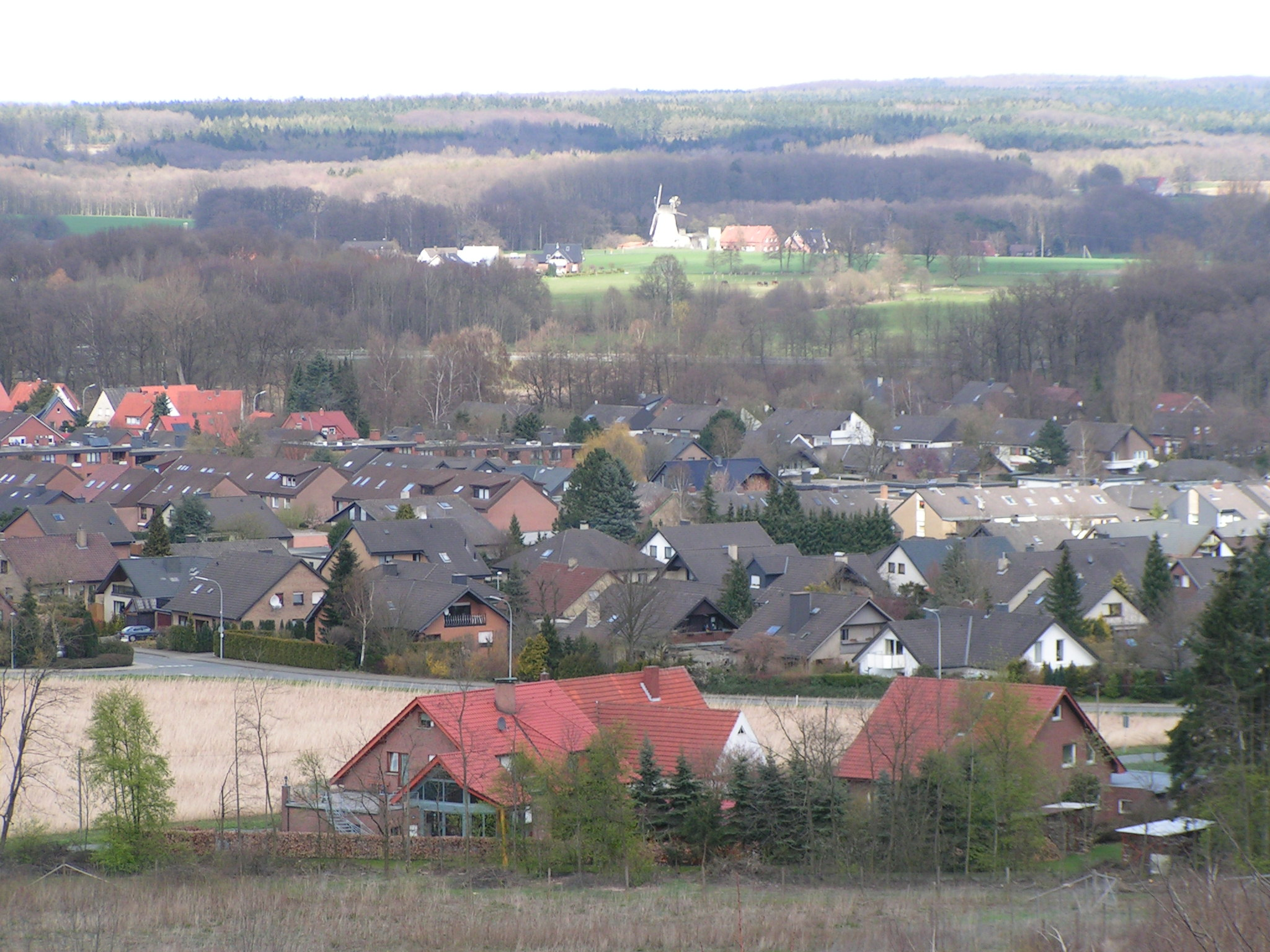
Het dorp Lechtingen
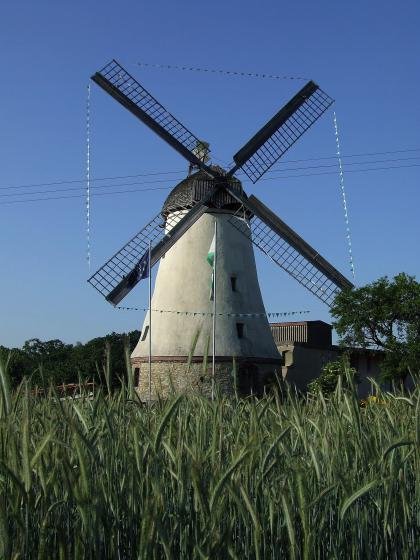
Windmolen Lechtingen
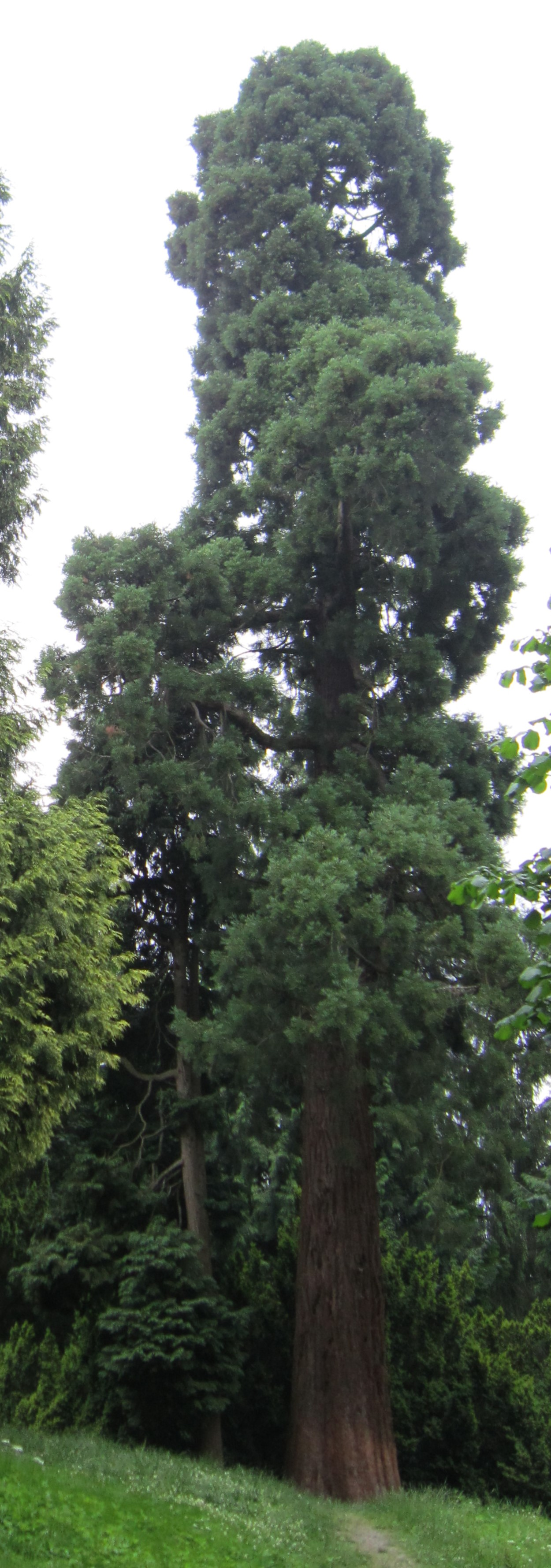
Mammoetboom in het arboretum op de Piesberg
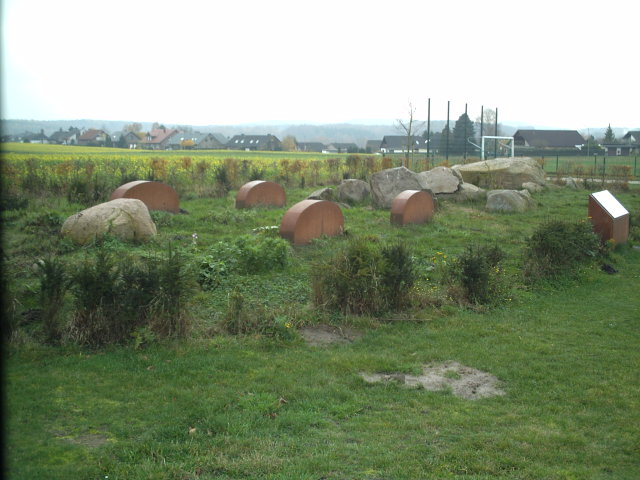
Helmichsteine

## Partnergemeenten
Wallenhorst onderhoudt sinds juni 2002 een  jumelage met de gemeente Stawiguda in Polen, en sinds maart 2008 met Priverno, provincie Latium, in Italië.